# Päri
Päri är en by i södra Estland. Den ligger i Pärsti kommun och landskapet Viljandimaa, 130 km söder om huvudstaden Tallinn. Päri ligger 84 meter över havet och antalet invånare är 475.
Runt Päri är det glesbefolkat, med 9 invånare per kvadratkilometer. Närmaste större samhälle är Viljandi, 5 km öster om Päri. I omgivningarna runt Päri växer i huvudsak blandskog.
Trakten ingår i den hemiboreala klimatzonen. Årsmedeltemperaturen i trakten är 3 °C. Den varmaste månaden är juli, då medeltemperaturen är 18 °C, och den kallaste är januari, med −12 °C.